# Marita Kremer
Marita Kremer (* 2. November 1897 in Deutsch-Eylau; † 20. März 1980 in Göttingen) war eine deutsche Bibliothekarin.

## Leben
Kremer war die Tochter des Oberstabsarztes Paul Kremer. Sie studierte Geschichte, Kunstgeschichte und Germanistik an den Universitäten in Dresden, München, Berlin, Rostock und Leipzig, wo sie 1924 promoviert wurde. Studienaufenthalte führten sie nach Florenz und Rom. Bevor sie 1942 in den gehobenen Dienst in der Sächsischen Landesbibliothek Dresden eintrat, arbeitete sie im Städtischen Museum in Magdeburg. Nach dem Zweiten Weltkrieg baute sie die Handschriftenabteilung der Sächsischen Landesbibliothek wieder auf und leitete die Abteilung bis 1958. Von 1960 bis 1968 bearbeitete sie in der Staats- und Universitätsbibliothek Göttingen die Handschriften der Murhardschen Bibliothek Kassel und der Landesbibliothek Kassel.

## Schriften
- Personal- und Amtsdaten: die Äbtissinnen des Stifts Quedlinburg. Leipzig, Univ., Diss. 1924.
- Blick in das Buchmuseum der Sächsischen Landesbibliothek. In: Festschrift, Martin Bollert zum 80. Geburtstag am 11. Oktober 1956 dargebracht von Freunden u. Mitarbeitern. VEB Landesdruckerei Sachsen 1956, S. 52–56.
- Das deutsche Buchmuseum der Sächsischen Landesbibliothek. In: Sächsische Landesbibliothek Dresden, 1556–1956. Festschrift zum 400-jährigen Bestehen. Harrassowitz, Leipzig 1956, S. 175–205.
- Die Handschriftensammlung. In: Sächsische Landesbibliothek Dresden, 1556–1956. Festschrift zum 400-jährigen Bestehen. Harrassowitz, Leipzig 1956, S. 139–146.
- Die Handschriften der Murhardschen Bibliothek der Stadt Kassel und Landesbibliothek. Bd. 2. Manuscripta iuridica. Harrassowitz, Wiesbaden 1969.